# I dannati (film 1951)
I dannati (Decision Before Dawn) è un film di guerra del 1951 diretto da Anatole Litvak, tratto dal romanzo Call it Treason di George Howe, a sua volta basato su eventi reali.

## Trama
Belgio, 8 dicembre 1944: dopo che lo sbarco in Normandia è riuscito, gli Alleati puntano verso la Germania, facendo nel frattempo numerosi prigionieri tedeschi. Un'unità di "intelligence militare" dell'esercito USA è specializzata nel reclutare quanti tra i tedeschi sono disposti a reinfiltrarsi tra le file della Wehrmacht, per spiare a favore degli Americani. L'infermiere della Luftwaffe Karl Maurer, giovane e idealista, scosso dalla rigidità del militarismo tedesco che anche nel campo di prigionia continua spietatamente a ossessionare i soldati, si offre volontario pensando non di tradire ma di fare una giusta cosa per il bene della nuova Germania che verrà dopo la fine della guerra.
Dopo un sommario addestramento, viene paracadutato in Baviera con l'incarico di reperire informazioni sulla dislocazione delle armate della Wehrmacht. Nonostante tutte le precauzioni di rito (documenti falsi ecc) il giovane Maurer però scopre ben presto che la sua infiltrazione non è passata inosservata e che è ricercato dalle autorità. Inizia così una difficile e penosa traversata della Germania in guerra tra mille difficoltà, posti di blocco, treni, autobus e camion, attacchi aerei, militi della Gestapo e squadre delle SS a caccia di disertori e di spie. Maurer tenta di proseguire la sua missione, ma viene arruolato a forza in una unità corazzata che ha bisogno di un infermiere. Viene così messo al servizio di un rigido e spietato colonnello che sta raccogliendo le ultime truppe rimaste in zona per imbastire una difesa contro l'imminente offensiva degli Alleati. L'ufficiale è cardiopatico e Maurer, esperto infermiere, lo salva da un attacco cardiaco. Ciò dà a Maurer l'opportunità di apprendere con esattezza la dislocazione dei reparti tedeschi, ma anche di assistere alla spietata esecuzione di un sottufficiale reo di diserzione: il colloquio con il colonnello, dove l'ufficiale spiega perché la durezza sia necessaria proprio perché la sconfitta è vicina, convince ancor più Maurer della necessità della propria missione. Tuttavia, come ricompensa per averlo salvato, il colonnello consente a Maurer di proseguire il suo viaggio.
Maurer giunge infine a Colonia, devastata dai bombardamenti, alla vigilia dell'attacco degli Alleati. Maurer apprende che la sua descrizione è in possesso delle autorità: così fugge, e si reca a un indirizzo dove sa che troverà assistenza. Lì trova il suo comandante americano, il tenente Rennick, assieme a "Tiger", un altro prigioniero tedesco che collabora con gli Alleati. Consegnate le informazioni, Maurer assiste a un incontro fra il tenente Rennick e due alti ufficiali tedeschi, in incognito, che intendono trattare la resa della città per evitarne la distruzione: ma la cosa non va a buon fine e anzi l'atteggiamento di "Tiger" insospettisce un ragazzino della Hitlerjugend, il quale li denuncia.
Così i tre devono fuggire e raggiungono il Reno, decisi a traversarlo a nuoto per raggiungere le linee americane sull'altra sponda. "Tiger" tenta di tradire e abbandonare Rennick, ma questi lo uccide. Rennick e Maurer, sotto il fuoco delle artiglierie tedesche e americane, iniziano a traversare il fiume ma Maurer si ferisce: resosi conto di non avere possibilità di fuga, Maurer esorta Rennick a mettersi in salvo mentre lui si lascia catturare dalle SS che li inseguono, sacrificandosi per consentire all'ufficiale americano di salvarsi.

## Critica
Il film è giudicato uno dei migliori esempi del cinema di guerra degli anni '50; non solo è molto realistico, ma anche molto accurato: Litvak si serve di una gran quantità di materiali bellici originali (all'epoca certo non difficili da reperire) e le ambientazioni sono le stesse città ancora ingombre di macerie. I temi dello spionaggio e della guerra sono resi con lucido pessimismo e lo stesso soggetto (disertori e traditori) è insolito ma bene approfondito. Tutti gli interpreti sono ben diretti ma specialmente Oskar Werner e Hans C. Blech forniscono un'interpretazione intensa e molto credibile (Blech del resto era stato realmente nella Wehrmacht).
Esemplare è la rappresentazione della vita quotidiana nella Germania negli ultimi mesi di guerra: la mancanza di tutto, l'onnipresenza della polizia, le snervanti code per un biglietto del treno o un pasto caldo, le interruzioni continue dovute ai bombardamenti, le liste aggiornatissime dei sospettati, e il freddo fanatismo dei funzionari nazisti che continuano a svolgere inflessibilmente il loro compito anche quando la Germania va in pezzi tutt'attorno a loro. Anche le misure disperate usate dalla Wehrmacht ormai allo stremo, come il sequestrare gruppi di soldati in viaggio per rimpolpare i ranghi di qualche unità decimata, erano una realtà e Litvak illustra tutta una fotografia che rende benissimo il clima di rassegnata disperazione dell'epoca. Ovunque, l'obiettivo di Litvak mostra (correttamente) macerie e oppressione, in modo quasi palpabile.
Sono molte le sequenze psicologicamente interessanti, fra cui la sequenza iniziale in cui i detenuti del campo di prigionia organizzano una corte marziale segreta per processare un loro commilitone, accusato di tradimento: lo condannano a morte "in nome del Fuhrer" e lo uccidono simulando un incidente, tra l'indifferenza delle guardie statunitensi. Litvak non concede spazio alle illusioni: gli americani sono raffigurati cinici e privi di scrupoli non meno di chiunque altro; la guerra è una sporca faccenda anche per loro. Un livello di realismo quasi brutale, negli anni '50, dove le pellicole di guerra solitamente esaltavano il lato eroico e idealista dei militari statunitensi.
Riuscita anche la caratterizzazione dei personaggi: il giovane e timido Karl Maurer è la figura più positiva, infermiere che disprezza il regime del Terzo Reich e accetta di lavorare per il "nemico" convinto che sia per il bene del suo Paese; sorretto dal suo idealismo tenta di dare un senso alla sua missione, riuscendoci quando si sacrifica per salvare il tenente americano Rennick. Rennick e il suo capo, il colonnello Devlin, sono due uomini induriti e disillusi che cinicamente organizzano missioni segrete usando prigionieri tedeschi che sanno benissimo di mandare incontro a morte quasi certa; Rennick però resterà colpito dall'altruismo di Maurer, che si contrappone, in modo molto classico, all'infido opportunismo di "Tiger", l'altro prigioniero, il personaggio invece più negativo: accetta di collaborare solo per avere il destro di fuggire alla prima occasione. Appaiono efficaci anche altre figure comprimarie, come Monique, l'impiegata francese della base statunitense, la quale fa capire a Maurer di aver imparato a odiare i tedeschi, ma di essere intenerita da lui; la cameriera Hilde, che tenta un approccio con Maurer per cercare di superare, tramite il contatto umano, le proprie sofferenze; e il colonnello von Ecker, la figura più complessa: rigido e implacabile ufficiale prussiano, consapevole dell'inevitabile disfatta, ma proprio per questo deciso a proseguire la lotta senza riguardi per nessuno.

## Riconoscimenti
Nel 1951 il National Board of Review of Motion Pictures l'ha inserito nella lista dei migliori dieci film dell'anno. Candidato al Premio Oscar come miglior film, fu battuto da Un americano a Parigi di Vincente Minnelli. Ha ottenuto anche una candidatura al Premio Oscar per il miglior montaggio, firmato da Dorothy Spencer, che fu invece assegnato a William Hornbeck per il film Un posto al sole di George Stevens. È stato candidato anche al Golden Globe del 1952 per la miglior fotografia in bianco e nero di Franz Planer che, contemporaneamente candidato anche per la fotografia di Morte di un commesso viaggiatore di László Benedek, fu premiato per quest'ultimo film.

## Curiosità
Nel film appare brevemente, nei panni di un prigioniero tedesco, un giovane Klaus Kinski, al suo primo film hollywoodiano come, d'altronde, l'austriaco Oskar Werner, interprete del principale ruolo maschile, e la tedesca Hildegard Knef, il cui nome è modificato nei titoli del film in Hildegarde Neff, ritenuto più facile da capire per le platee statunitensi.